# Slobodan Samardžić
Slobodan Samardžić (em sérvio:  Слободан Самарџић) (Belgrado, 1953) é o actual ministro do Kosovo no Governo da Sérvia.

## Biografia
De origens montenegrinas, nasceu em Belgrado em 1953. Graduou-se na Faculdade de Ciências Políticas da Universidade de Belgrado, onde obteve também o seu doutoramento. Foi director do programa político e científico na Rádio Belgrado, desde 1982 até 1984. É professor regular na Faculdade de Ciências Políticas em Belgrado. Foi adjunto dos assuntos políticos do presidente jugoslavo e posteriormente primeiro-ministro sérvio Vojislav Koštunica. Encabeçou o comité governamental sérvio para a descentralização.
É membro da equipe de negociações para o futuro estatuto do Kosovo, o que o leva a ter uma acção directa na Independência.
Na vida pessoal, Slobodan é casado e tem três filhos. Domina o inglês e o alemão.